# Carex bonanzensis
Carex bonanzensis är en halvgräsart som beskrevs av Nathaniel Lord Britton. Carex bonanzensis ingår i släktet starrar, och familjen halvgräs. Inga underarter finns listade i Catalogue of Life.